# غو فيش
جو فيش أو إصطد سمكة هي لعبة ورق بسيطة وعادةً ما تُلعب من قِبل لاعبين أو أكثر. أقصى عدد محدد للاعبين 10 لاعبين.

## قواعد اللعبة
عدد الورق في هذه اللعبة 52 ورقة. يُعطى كل لاعب خمس ورقات، أو سبع إذا كان عدد اللاعبين أربعة أو أقل، ويتشارك اللاعبون في كمية الورق المتبقية.
اللاعب الذي يتحول للاعب آخر ليسأل لبطاقاته من رتبة خاصة.